# Therese Brunsvik
La condesa Therese Brunsvik de Korompa, en húngaro Brunszvik Teréz grófnő, en alemán Gräfin Therese Brunszwick, (Bratislava, 27 de julio de 1775 – Budapest, 23 de septiembre de 1861) fue una noble húngara, pedagoga y musicóloga. 

## Vida

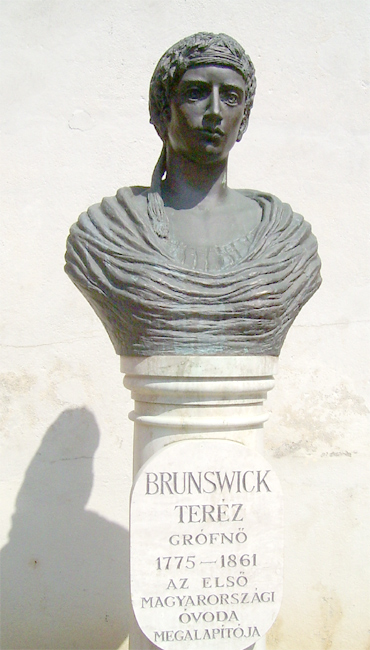
Busto de Therese Brunsvik

Su padre era el conde Anton Brunsvik (Antal Brunszwick) y su madre la baronesa Anna, cuyo apellido de soltera era von Seeberg. Therese era la primogénita de cuatro hermanos. Los otros tres eran: Franz (1777-1849), el único hijo varón y por tanto único heredero; Josephine (1779-1821) y la pequeña Charlotte (1782-1843). El padre murió en 1792, dejando a su esposa con cuatro hijos pequeños. La familia Brunsvik vivía en un magnífico castillo en Martonvásár, cerca de Budapest. También tenían un castillo en Korompa, en el municipio eslovaco de Dolná Krupá. Los niños crecieron disfrutando de una educación impartida por profesores particulares, estudiando idiomas, literatura clásica y música. Los cuatro resultaron ser músicos de talento. Franz se convirtió en un distinguido violonchelista y las muchachas destacaban en el piano, sobre todo Josephine. Admiraban en especial la música de Ludwig van Beethoven, que durante la década de 1790 se había establecido como pianista estrella en la capital austriaca de Viena.

### Labor pedagógica
Therese fundó la primera escuela preescolar en Budapest, Hungría el 27 de mayo de 1828. El nombre que recibió fue Angyalkert (en húngaro) "jardín ángel" y pronto se propagó el concepto por todo el Reino de Hungría, haciéndose popular entre la nobleza y la clase media. Seguidamente, en 1837, Friedrich Fröbel fundó el primer jardín de infancia fuera de Hungría, y lo llamó Kindergarten cuya traducción del alemán es "jardín de niños", con este término alemán fue exportado hacia Inglaterra y posteriormente a los Estados Unidos y al mundo.

### Conexión con Beethoven
Therese fue alumna de Ludwig van Beethoven. El compositor le dedicó su Sonata para piano n.º 24 en fa mayor, Op. 78, subtitulada "A Thérèse". Algunos estudiosos han especulado que pudo haber sido ella, en lugar de su hermana Josephine, la destinataria de la carta de Beethoven a la "Amada inmortal".
Sus memorias fueron publicadas por primera vez por La Mara, que suscribió esta teoría y sus diarios y notas (hasta 1813) por Marianne Czeke. Ambas afirman revelar mucho sobre las relaciones entre Beethoven y la familia Brunsvik, en particular su hermana Josephine.